# Verbandsgemeinde Cochem
Die Verbandsgemeinde Cochem ist eine Gebietskörperschaft im Landkreis Cochem-Zell in Rheinland-Pfalz. Der Verbandsgemeinde gehören die Stadt Cochem sowie 22 weitere Ortsgemeinden an, der Verwaltungssitz ist in Cochem an der Mosel.

## Verbandsangehörige Gemeinden
| Ortsgemeinde, Stadt     | Fläche (km²) | Einwohner |
| ----------------------- | ------------ | --------- |
| Beilstein               | 1,68         | 138       |
| Bremm                   | 9,12         | 690       |
| Briedern                | 3,56         | 345       |
| Bruttig-Fankel          | 14,38        | 1.116     |
| Cochem, Stadt           | 21,20        | 4.946     |
| Dohr                    | 5,02         | 622       |
| Ediger-Eller            | 19,15        | 898       |
| Ellenz-Poltersdorf      | 7,40         | 812       |
| Ernst                   | 4,18         | 561       |
| Faid                    | 8,23         | 1.034     |
| Greimersburg            | 10,16        | 712       |
| Klotten                 | 16,07        | 1.221     |
| Lieg                    | 9,69         | 374       |
| Lütz                    | 5,48         | 277       |
| Mesenich                | 2,98         | 298       |
| Moselkern               | 4,73         | 576       |
| Müden (Mosel)           | 7,50         | 639       |
| Nehren                  | 0,76         | 110       |
| Pommern                 | 5,65         | 411       |
| Senheim                 | 12,57        | 560       |
| Treis-Karden            | 31,33        | 2.120     |
| Valwig                  | 5,70         | 436       |
| Wirfus                  | 4,65         | 235       |
| Verbandsgemeinde Cochem | 211,19       | 19.131    |

(Einwohner am 31. Dezember 2024)

## Geschichte
Nachdem die Räte beider Kommunen am 23. Oktober 2008 einem „freiwilligen Zusammenschluss“ zugestimmt hatten, wurde am 7. Juni 2009 die bis dahin verbandsfreie Stadt Cochem in die Verbandsgemeinde Cochem-Land als nunmehr verbandsangehörige Gemeinde eingegliedert. Hierzu erließ die Landesregierung am 18. Februar 2009 ein entsprechendes Gesetz, in dem u. a. die Übertragung von Vermögensteilen von der Stadt an die Verbandsgemeinde geregelt waren. Die Verbandsgemeinde erhielt gleichzeitig den Namen Verbandsgemeinde Cochem.
Zum Zeitpunkt der Eingliederung gehörten der Verbandsgemeinde Cochem-Land 16 Ortsgemeinden mit insgesamt 10.518 Einwohnern an, die Stadt Cochem hatte 5.238 Einwohner.
In einem weiteren Schritt wurden per Landesgesetz vom 22. November 2013 zum 1. Juli 2014 aus der gleichzeitig aufgelösten Verbandsgemeinde Treis-Karden die Ortsgemeinden Lieg, Lütz, Moselkern, Müden (Mosel), Pommern und Treis-Karden in die Verbandsgemeinde Cochem eingegliedert.

## Bevölkerungsentwicklung
Die Entwicklung der Einwohnerzahl bezogen auf das Gebiet der heutigen Verbandsgemeinde Cochem; die Werte von 1871 bis 1987 beruhen auf Volkszählungen:
| Verbandsgemeinde Cochem: Einwohnerzahlen von 1815 bis 2024 | Verbandsgemeinde Cochem: Einwohnerzahlen von 1815 bis 2024 | Verbandsgemeinde Cochem: Einwohnerzahlen von 1815 bis 2024 | Verbandsgemeinde Cochem: Einwohnerzahlen von 1815 bis 2024 | Verbandsgemeinde Cochem: Einwohnerzahlen von 1815 bis 2024 |
| ---------------------------------------------------------- | ---------------------------------------------------------- | ---------------------------------------------------------- | ---------------------------------------------------------- | ---------------------------------------------------------- |
| Jahr                                                       |                                                            |                                                            |                                                            | Einwohner                                                  |
| 1815                                                       | 1815                                                       |                                                            | 12.385                                                     | 12.385                                                     |
| 1835                                                       | 1835                                                       |                                                            | 17.102                                                     | 17.102                                                     |
| 1871                                                       | 1871                                                       |                                                            | 18.464                                                     | 18.464                                                     |
| 1905                                                       | 1905                                                       |                                                            | 22.308                                                     | 22.308                                                     |
| 1939                                                       | 1939                                                       |                                                            | 21.542                                                     | 21.542                                                     |
| 1950                                                       | 1950                                                       |                                                            | 23.318                                                     | 23.318                                                     |
| 1961                                                       | 1961                                                       |                                                            | 24.083                                                     | 24.083                                                     |
| 1970                                                       | 1970                                                       |                                                            | 24.386                                                     | 24.386                                                     |
| 1987                                                       | 1987                                                       |                                                            | 21.022                                                     | 21.022                                                     |
| 2011                                                       | 2011                                                       |                                                            | 20.253                                                     | 20.253                                                     |
| 2015                                                       | 2015                                                       |                                                            | 20.008                                                     | 20.008                                                     |
| 2024                                                       | 2024                                                       |                                                            | 19.131                                                     | 19.131                                                     |
| Quelle(n): Statistisches Landesamt Rheinland-Pfalz         |                                                            |                                                            |                                                            |                                                            |

## Politik

### Verbandsgemeinderat
Der Verbandsgemeinderat Cochem besteht aus 32 ehrenamtlichen Ratsmitgliedern, die bei der Kommunalwahl am 9. Juni 2024 in einer personalisierten Verhältniswahl gewählt wurden, und dem hauptamtlichen Bürgermeister als Vorsitzendem.
Die Sitzverteilung im Verbandsgemeinderat:
| Wahl | SPD | CDU | GRÜNE | FDP | FWG | UBG | CBG | Gesamt   |
| ---- | --- | --- | ----- | --- | --- | --- | --- | -------- |
| 2024 | 7   | 17  | 2     | 1   | 5   | –   | –   | 32 Sitze |
| 2019 | 8   | 15  | 4     | 1   | 4   | –   | –   | 32 Sitze |
| 2014 | 8   | 18  | 2     | 1   | –   | 2   | 1   | 32 Sitze |
| 2009 | 8   | 17  | 2     | –   | –   | 3   | 2   | 32 Sitze |
| 2004 | 5   | 16  | 1     | 1   | –   | 5   | –   | 28 Sitze |

- FWG = Freie Wählergruppe e. V.
- UBG = Unabhängige Bürgergemeinschaft e. V.
- CBG = Cochemer Bürger-Gemeinschaft e. V.

### Bürgermeister
Bürgermeister der Verbandsgemeinde Cochem ist seit dem 1. März 2018 Wolfgang Lambertz (CDU). Bei der Stichwahl am 15. Oktober 2017 setzte er sich mit einem Stimmenanteil von 68,2 % durch, nachdem bei der Direktwahl am 24. September 2017 keiner der ursprünglich fünf Bewerber eine ausreichende Mehrheit erzielte. Lambertz ist Nachfolger von Helmut Probst (CDU).